# Сясь
Сясь — река в Новгородской и Ленинградской областях России, вытекает из болот на западном склоне Валдайской возвышенности, течёт по Приладожской низменности, впадает в Волховскую губу Ладожского озера. Входит в Тихвинскую водную систему.

## Этимология
Версии происхождения названия:
- от прибалтийско-финского sääksi — «скопа»
- от вепсского säśk (сяськи) — «комар»
- балтское происхождение — связь с глаголом šešti — «грызть, исчезать, паршиветь»
- от индоевропейского корня k̂es- со значением «царапать, резать»
  - другая степень вокализма šàšti, šãšo — «паршиветь».

## Географические сведения
Длина Сяси — 260 км, а площадь водосборного бассейна — 7330 км². Высота устья — 4,3 м над уровнем моря.
Бассейн Сяси расположен (частично) в Волховском, Тихвинском и Бокситогорском районах Ленинградской области и Любытинском районе Новгородской области. На западе он отделён от бассейна Волхова, на севере — Свири, на востоке — Волги. С бассейном Волги Сясь связана через крупный правый приток Тихвинку, Тихвинский канал и реки Чагоду и Мологу.
Питание смешанное, с преобладанием снегового. Среднегодовой расход воды — в 27 км от устья 53 м³/с. Замерзает в ноябре, иногда декабре — январе, вскрывается в апреле.
Из-за того, что дно реки составляет субстрат, богатый оксидом железа, вода в реке Сясь имеет красно-бурый оттенок.
На реке расположен город Сясьстрой. В бассейне реки находятся также города Тихвин, Бокситогорск и Пикалёво, а также сёла Колчаново и Неболчи.
На мысу, образованном рекой Сясь и ручьём у деревни Городище, находилось Сясьское городище (Алаборг?), уничтоженное разработкой строительного карьера. Признаков проживания варягов в ранних материалах городища на Сяси нет. Городище на Сясе было уничтожено пожаром до появления гончарной керамики, то есть до второй четверти X века.
По мнению археолога В. И. Равдоникаса, один из вариантов Волжско-Балтийского пути (из варяг в арабы) проходил по реке Сяси, Воложбе, волоку до реки Чагоды, принадлежащей к волжскому бассейну, Чагодоще, Мологе и Волге до города Булгар.

## Притоки
- Воложба (правый)
- Тихвинка (правый)
- Клиненка (левый)
- Луненка (левый)
- Валя (правый)
- Кусега (правый)
- Опочня (левый)
- Сузна (правый)
- Лынна (левый)

## Переправы через Сясь
- Железнодорожный мост через р. Сясь на 144 км линии Санкт-Петербург — Мурманск Октябрьской железной дороги[источник не указан 5280 дней].
- Железнодорожный мост через р. Сясь на 179 км линии Волховстрой — Череповец Октябрьской железной дороги. Длина моста — 93,6 м. Построен в 1984 г[источник не указан 5280 дней].
- Автомобильный мост через реку Сясь у села Колчаново. Длина моста 182,3 метра, он был построен в 1961 году[14].
- Автомобильный мост через реку Сясь в г. Сясьстрой. Расположен на трассе А-114 (Вологда — Новая Ладога). В 2014 реконструирован новый мост, на смену старому.

## Данные водного реестра
По данным государственного водного реестра России относится к Балтийскому бассейновому округу, водохозяйственный участок реки — Сясь, речной подбассейн реки — Нева и реки бассейна Ладожского озера (без подбассейна рек Свирь и Волхов, российская часть бассейнов). Относится к речному бассейну реки Нева (включая бассейны рек Онежского и Ладожского озёр).
Код объекта в государственном водном реестре — 01040300112102000018037.